# Усачій Марк Володимирович
Марк Володимирович Усачій (нар. 6 лютого 1921, Крижопіль, Чеботарська волость, Ольгопільський повіт, Подільська губернія, УРСР — пом. 30 серпня 2010, Ганновер, Німеччина) — радянський та український шахіст, майстер спорту СРСР (1955), майстер ФІДЕ (1994), міжнародний майстер ІКЧФ (1992), суддя всесоюзної категорії, міжнародний арбітр (1978).

## Життєпис

### Трудова діяльність
Інженер. Заступник директора заводу з виробництва лікарських засобів в Києві. Заслужений винахідник України.

### Спортивна кар'єра
Вихованець шахової секції Палацу піонерів в Києві.
Учасник півфіналів чемпіонатів СРСР. Учасник чемпіонатів Української РСР. Бронзовий призер чемпіонату України 1955 року. Чемпіон Читинської області 1946 року (під час проходження військової служби). Срібний призер чемпіонату Києва 1955 року.
У складі збірної Української РСР бронзовий призер командного чемпіонату СРСР 1955 року
Учасник 14 перших чемпіонатів світу серед ветеранів. У 1991 р брав участь в розподілі 3-го місця (за додатковими показниками бронзову медаль отримав інший шахіст). Брав активну участь в заочних змаганнях.
Очолював збірну Української РСР на 3-му командному чемпіонаті СРСР з листування (1970-1973 рр.). Переможець 32-о чемпіонату Європи з листування (1985-1993 рр.).
Займав низку керівних посад в Шахової федерації України. Був членом президії Федерації шахів України та головою комісії з заочним шахам.
З 2004 р постійно проживав у Німеччині.
Його піковим рейтингом було 2542 місце в серпні 1961 року.

## Спортивні результати

### Чемпіонати України
Марк Усачій зіграв у дев'яти фінальних турнірах чемпіонатів України, набравши загалом 68 очок зі 144 можливих (+40-48=56).
| Рік  | Місто           | Змагання               | + | - | =  | Результат | Місце   |
| ---- | --------------- | ---------------------- | - | - | -- | --------- | ------- |
| 1950 | Київ            | 19-й чемпіонат України | 7 | 6 | 4  | 9 з 17    | 8       |
| 1953 | Київ            | 22-й чемпіонат України | 0 | 8 | 5  | 2½ з 13   | 13 — 14 |
| 1955 | Київ            | 24-й чемпіонат України | 8 | 4 | 5  | 10½ з 17  | — 5     |
| 1957 | Київ            | 26-й чемпіонат України | 5 | 7 | 5  | 7½ з 17   | 12      |
| 1958 | Київ            | 27-й чемпіонат України | 3 | 7 | 6  | 6 з 16    | 12      |
| 1959 | Київ            | 28-й чемпіонат України | 7 | 3 | 11 | 12½ з 21  | 6 — 8   |
| 1960 | Київ            | 29-й чемпіонат України | 3 | 6 | 8  | 7 з 17    | 13 — 15 |
| 1967 | Київ            | 36-й чемпіонат України | 2 | 3 | 8  | 6 з 13    | 38 — 44 |
| 1973 | Дніпропетровськ | 42-й чемпіонат України | 5 | 4 | 4  | 7 з 13    | 31      |

### Інші турніри
| Рік                  | Місто                                                           | Змагання                                                        | + | - | = | Результат | Місце         |
| -------------------- | --------------------------------------------------------------- | --------------------------------------------------------------- | - | - | - | --------- | ------------- |
| 1946                 | Чита                                                            | Чемпіонат Читинської області                                    |   |   |   |           | 1             |
| 1951                 | Ленінград                                                       | Командна першість ВЦРПС (збірна ДСО «Медик», 5-а дошка)         |   |   |   |           | 1 на дошці    |
| 1955                 | Київ                                                            | Чемпіонат Києва                                                 |   |   |   |           | 2             |
|                      | Ворошиловград                                                   | Командний чемпіонат СРСР (збірна Української РСР, 6-а дошка)    |   |   |   |           | Команда — 3-я |
|                      | Москва                                                          | Півфінал 23-о чемпіонату СРСР                                   |   |   |   | 9½ з 18   | 9             |
| 1957                 | Ленінград                                                       | Матч РРФСР — Українська РСР (проти Ю.М. Коткова)                |   |   | 1 |           |               |
| 1958                 | Київ                                                            | Чемпіонат Києва                                                 | 3 | 5 | 5 | 5½ з 13   | 10—12         |
| 1959                 | Челябінськ                                                      | Півфінал 27-о чемпіонату СРСР                                   |   |   |   |           | 11            |
| 1963                 | Київ                                                            | Чемпіонат Києва                                                 | 3 | 6 | 5 | 5½ з 14   | 13            |
| 1991                 | Бад-Верісгофен                                                  | Чемпіонат світу з ветеранів                                     | 6 | 1 | 4 | 8 з 11    | 3—6           |
| 1992                 | Бад-Верісгофен                                                  | Чемпіонат світу з ветеранів                                     | 5 | 3 | 3 | 6½ з 11   | [ 7 ]         |
| 1993                 | Бад-Верісгофен                                                  | Чемпіонат світу з ветеранів                                     | 5 | 2 | 4 | 7 з 11    | [ 8 ]         |
| 1994                 | Біль                                                            | Чемпіонат світу з ветеранів                                     | 6 | 3 | 2 | 7 з 11    | [ 8 ]         |
| 1995                 | Бад-Верісгофен                                                  | Чемпіонат світу з ветеранів                                     |   |   |   |           | [ 9 ]         |
| 1996                 | Бад-Лібенцелль                                                  | Чемпіонат світу з ветеранів                                     |   |   |   |           | [ 10 ]        |
| 1997                 | Бад-Вільдбад                                                    | Чемпіонат світу з ветеранів                                     |   |   |   |           | [ 11 ]        |
| 1999                 | Гладенбах                                                       | Чемпіонат світу з ветеранів                                     | 2 | 1 | 8 | 6 з 11    | [ 11 ]        |
| 2000                 | Рови                                                            | Чемпіонат світу з ветеранів                                     | 5 | 2 | 4 | 7 з 11    | [ 12 ]        |
| 2001                 | Арко                                                            | Чемпіонат світу з ветеранів                                     |   |   |   |           | [ 11 ]        |
| 2002                 | Наумбург                                                        | Чемпіонат світу з ветеранів                                     |   |   |   |           | [ 13 ]        |
| 2003                 | Бад-Цвішенан                                                    | Чемпіонат світу з ветеранів                                     | 2 | 1 | 8 | 6 з 11    | [ 14 ]        |
| 2004                 | Галле                                                           | Чемпіонат світу з ветеранів                                     | 4 | 3 | 4 | 6 з 11    | [ 14 ]        |
| 2005                 | Ліньяно-Сабб'ядоро                                              | Чемпіонат світу з ветеранів                                     | 4 | 2 | 5 | 6½ з 11   | [ 15 ]        |
| ЗМАГАННЯ З ПЕРЕПИСКИ |                                                                 |                                                                 |   |   |   |           |               |
| 1970—1973            | 3-й командний чемпіонат СРСР (збірна Українська РСР, 1-а дошка) | 3-й командний чемпіонат СРСР (збірна Українська РСР, 1-а дошка) |   |   |   | 4½ з 12   | 8—11 на дошці |
| 1985—1993            | 32-й чемпіонат Європи                                           | 32-й чемпіонат Європи                                           |   |   |   |           | 1             |